# Plutodes exiguifascia
Plutodes exiguifascia là một loài bướm đêm trong họ Geometridae.